# Том Перота
Том Перота (на английски: Tom Perrotta) е американски сценарист и писател на произведения в жанра драма, хумор и психологически трилър.

## Биография и творчество
Том Перота е роден на 13 август 1961 г. в Нюарк, Ню Джърси, САЩ. Израства в Гарвуд, Ню Джърси. Баща му е италиански имигрант пощенски служител, а майка му е албанско-италиански имигрант, домакиня, работила за пощенските служби. Има по-голям брат и по-малка си сестра. Още като ученик иска да бъде писател и Участва в литературното си списание „Пария“, за което пише няколко разказа. Получава бакалавърска степен по английска филология от Йейлския университет през 1983 г., а след това през 1988 г. магистърска степен по английска филология и творческо писане от Сиракюзкия университет като студент при писателя Тобиас Улф. Докато е в Йейл пише ръкописите на три романа.
На 14 септември 1991 г. се жени за писателката Мери Гранфийлд. Имат две деца.
Първата му ѝ книга, сборникът с разкази „Bad Haircut“ (Лоша прическа), е издадена през 1994 г.
Първият му роман „The Wishbones“ (Костите на желанията) е издаден през 1997 г.
Непубликуваният ръкопис на „Election“ (Избори) е избран през 1996 г. за сценарий. от режисьора Александър Пейн, което води до публикуването като книга през 1998 г. с висока оценка от критиката. Романът е екранизиран през 1999 г. в филма „Съперници“ с участието на Матю Бродерик, Рийз Уидърспун и Крис Клайн.
През 2003 г е издаден романът му „Little Children“ (Малки деца), който изследва психологическите и романтични дълбини под повърхността на предградията. Книгата е включена в многобройните списъци за най-добри книги от 2004 г., включително в списъка на бестселърите на „Ню Йорк Таймс“. През 2006 г. е екранизиран в едноименния филм с участието на Кейт Уинслет, Дженифър Конъли и Патрик Уилсън. Филмът получава номинации за „Златен глобус“ и „Оскар“ за най-добър сценарий.
Романът му „The Abstinence Teacher“ (Учителят по въздържание) от 2007 г. е посветен на всичко е свързано със сексуалното възпитание и културните войни.
През 2011 г. е издаден романът му „Останалите“. Милиони хора по света изведнъж изчезват без обяснение, бебета от количките си, мъже и жени на връщане от работа, цели семейства докато вечерят заедно на масата, мистериозно събитие подобно на Грабването. Останалите хора се борят да се справят с огромната загуба и произтичащата културна промяна. В историята са представени четирима членове на семейство Гарви, всеки от които е започнал невероятна връзка след събитието. В периода 2014 – 2017 г. романът е екранизиран в едноименния сериал с участието на Джъстин Теру, Ейми Бренеман, Лив Тайлър и Кристофър Екълстън.
През 2017 г. е издаден романа му „Mrs. Fletcher“ (Г-жа Флетчър), който през 2019 г. екранизиран в едноименния сериал с участието на Катрин Хан, Джаксън Уайт и Оуен Тиг.
Том Перота живее със семейството си в Бостън.

## Произведения

### Самостоятелни романи
- The Wishbones (1997)
- Election (1998)
- Joe College (2000)
- Little Children (2003)
- The Abstinence Teacher (2007)
- The Leftovers (2011)
Останалите, изд.: ИК „Ибис“, София (2015), прев. Милена Иванова
- Mrs. Fletcher (2017)
- Me and Carlos (2020

### Новели
- Senior Season (2011)
- Grade My Teacher (2013)

### Пиеси
- Little Children: The Shooting Script (2007)

### Сборници
- Bad Haircut (1994)
- Nine Inches (2013)

### Екранизации
- 1999 Съперници, Election
- 2001 Bad Haircut – тв филм
- 2006 Малки деца, Little Children
- 2014 – 2017 Останалите, The Leftovers – тв сериал, 28 епизода, продуцент
- 2019 Г-жа Флетчър, Mrs. Fletcher – тв сериал, 7 епизода, продуцент